# Інформаційно-правова система
Інформаційно-правова система (інформаційно-пошукова система, довідково-правова система) — особливий клас баз даних, в яких зібрано нормативні документи органів державної влади, консультації спеціалістів щодо їхнього застосування, матеріали спеціалізованої преси, бланки типових документів та інше. Ці бази даних оснащено спеціальними програмними інструментами, які призначені для роботи великою кількістю файлів: сортування, пошук, гіперпосилання тощо.

## Історія
Довідково-правові системи виникли на пострадянському просторі на початку 90-х років, коли почався розвиток підприємництва в колишніх радянських республіках. Тоді правові системи являли собою електронні добірки текстів нормативних актів. Першою такою системою в Україні був "Автоматизований довідник з зовнішньої торгівлі "Перший помічник", створений у 1990 році Андрієм Найдеком і направлений на задоволення інформаційних потреб великої кількості дрібних підприємців, які в ті роки вели активну торгову діяльність з близьким зарубіжжям. Пізніше з'явились інші спеціалізовані і загальнозаконозавчі системи.

## Види

### Спеціалізована довідково-правова система
База даних, яка містить документи щодо правового регулювання діяльності підприємств певної галузі.

### Загальнозаконодавча довідково-правова система
База даних, яка містить документи за усіма галузями права.

## Виробники
- Компанія «Дінай» (довідково-правові системи «Дінай»)
- ІАЦ «Ліга» (інформаційно-правові системи «ЛІГА:ЗАКОН»)
- ІАЦ «Інфодиск» (Правові системи «Інфодиск: Законодавство України»)
- Корпорація «Парус» (інформаційно-аналітична система із законодавства України «Парус-консультант»)
- ЗАТ «Інформтехнологія» (Правові системи НаУ, МЕГА-НАУ)
- Компанія "Інформаційно-аналітичний центр «БІТ» (інформаційно-правова система із законодавства України «Право»)
- НПО «Поверхність» (програмні продукти серії MDOffice [Архівовано 9 липня 2013 у Wayback Machine.])
- НТФ «Інтес» (програмний продукт QDPro)